# Авункулат
Авункулат (от лат. avunculus 'дядя по матери') — традиция особой близости между человеком и братом его матери, относящаяся в основном к периоду, когда происходил переход от материнского рода к отцовскому.
Суть авункулата состоит в том, что племянник селился с дядей по материнской линии (в детстве или после женитьбы), был его наследником (или сонаследником), всегда пользовался его советами, защитой и т. п. Отмечается, что авункулат возникает уже в период материнского рода, когда главенствующими мужчинами нередко становились не мужья, а братья женщин, и играет особую роль при переходе от материнского к отцовскому роду. В последнем случае доминирующее положение в семье и обществе отводится не мужьям, а братьям женщин. Позже следы авункулата часто сохраняются как понимание о более тесной связи племянника с дядей по матери, а не по отцу.
Авункулат был известен у древних народов и сегодня имеет место у ряда народов Океании, Африки и других.